# Problema del horizonte

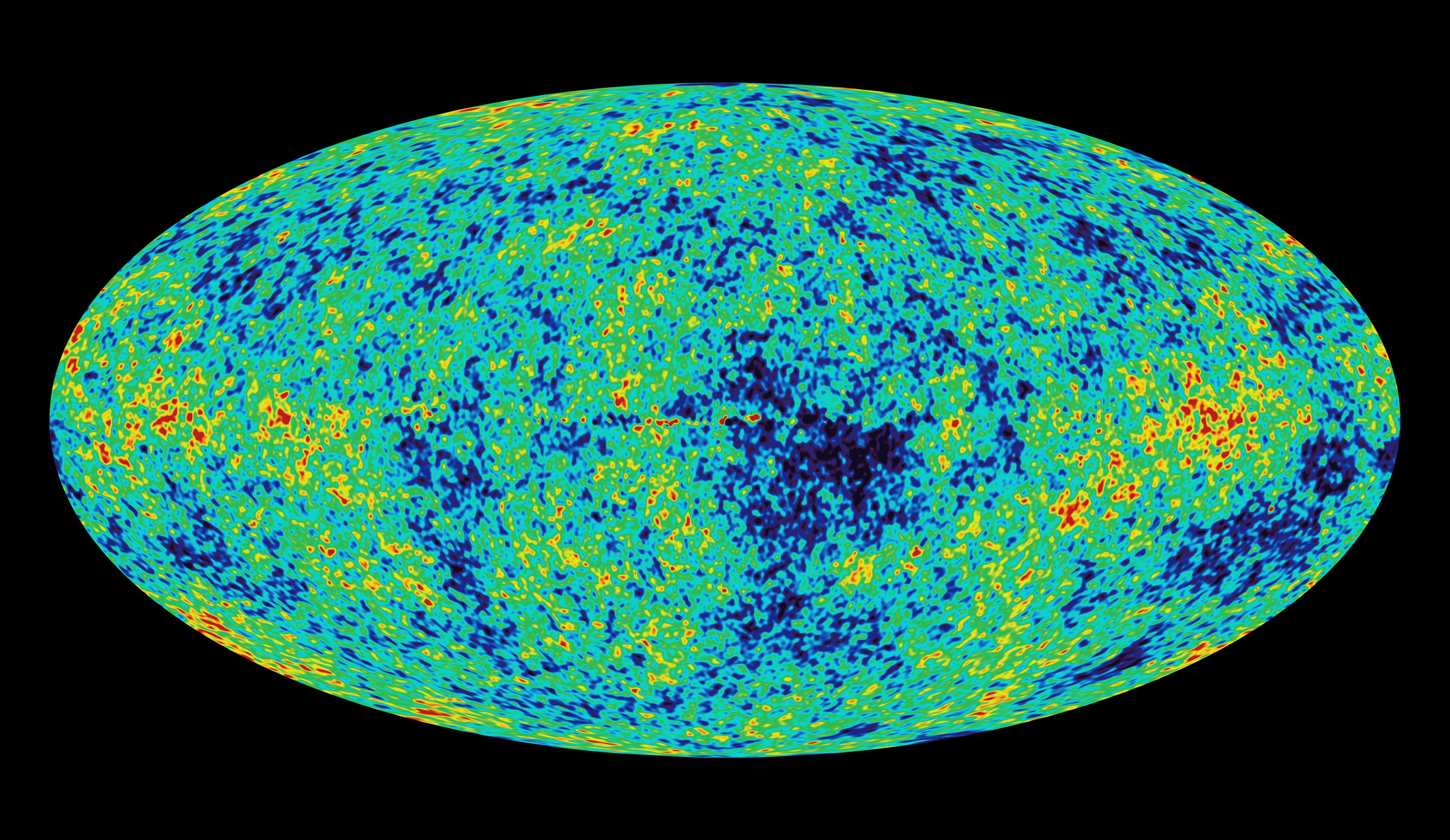
Mapa de altas isotropías de la radiación de fondo de microondas obtenida por el satélite WMAP, una de las pruebas que conducen al problema del horizonte.

.

El problema del horizonte es una dificultad de los modelos cosmológicos de tipo Big Bang (Gran explosión) para explicar la gran homogeneidad que el universo muestra a gran escala en la distribución de materia y radiación. Los datos empíricos muestran que nuestro universo es altamente uniforme y homogéneo, aun cuando está claro que debido a las grandes distancias no ha podido establecerse equilibrio térmico.
No existe acuerdo acerca de cómo resolver dicha dificultad. Una posibilidad hipotética es la inflación cósmica.

## Planteamiento del problema
La dificultad surge al considerar el concepto de causalidad física típico de la física clásica, incluida la teoría de la relatividad. La causalidad relativista se asienta en que ninguna influencia material o perturbación física puede viajar más rápido que la luz.
Por lo tanto, un acontecimiento que se produzca en un momento dado en una región del espacio solo podrá afectar a otra región de manera posterior, no inmediata, al estar alejada de ésta una distancia d. Dicho de otra manera: un suceso que ocurre en un lugar X no puede afectar al mismo tiempo a otro lugar Y, ya que se considera que la velocidad es finita (no puede ser superior a la velocidad de la luz) por lo que siempre ha de transcurrir un lapso, por minúsculo que este sea.
Eso implica que lo acontecido en una pequeña región tarda un tiempo en «alcanzar» o afectar a otras regiones, por lo cual la influencia causal entre regiones muy distantes sólo es posible si se consideran grandes intervalos de tiempo. Así las regiones del universo primigenio suficientemente alejadas debieron de evolucionar de un modo independiente, ya que a corto plazo no podían influirse mutuamente.
Las observaciones actuales muestran gran homogeneidad e isotropía. Esto implicaría que inicialmente el universo debería haber sido así mismo homogéneo e isótropo y que regiones alejadas contendrían cantidades similares de masa y de energía. Sin embargo, mediante la causalidad relativista parece difícil de explicar cómo evolucionaron regiones muy alejadas entre sí para estar «sintonizadas» en los mismos valores de masa y energía.
La distribución de la radiación de fondo de microondas, omnipresente en el cosmos, es tan altamente simétrica que difícilmente parece resultado de evoluciones azarosas e independientes. Parece inverosímil explicar cómo llegó a ser tan isótropa y homogénea sin haberse «sintonizado» en todos los puntos del universo primigenio.
Este es el problema del horizonte: cómo compaginar que en diferentes regiones habría debido ocurrir un desarrollo independiente con el hecho de que parecen muy iguales y por tanto evolucionan como si hubieran estado en equilibrio térmico y mecánico.
El problema del horizonte puede plantearse más sintéticamente. Los bordes del universo conocido u horizontes están separados casi 28.000 millones de años luz y la edad de nuestro universo es apenas algo menor que 14 mil millones de años. Esta cronología discrepa acerca de que en el tiempo transcurrido desde el comienzo del universo estos dos extremos que no han podido influirse causalmente sean tan semejantes.
Si el universo es infinito y abierto no hay manera de que la radiación haya podido viajar entre los dos horizontes para igualar los puntos calientes y los fríos creados en el Big Bang y dejar así el equilibrio térmico actual. En términos científicos, la temperatura uniforme de la radiación de fondo es un hecho fácilmente explicable.

## Explicaciones del problema
En el marco de la teoría de la relatividad general no existe un modo sencillo de explicar esta dificultad sin recurrir a hipótesis adicionales. Por ello a veces los cosmólogos han considerado este problema como «un gran dolor de cabeza». Existen dos posibles soluciones:
- Una de las hipótesis adicionales para dar cuenta del «problema del horizonte» fue la teoría de la inflación, propuesta por Alan Guth y Andrei Linde. Consiste en suponer que por un tiempo el universo se expandió ultrarrápidamente, a velocidades superlumínicas, lo cual estrictamente no viola la causalidad relativista. Sin embargo, tal como opina el astrónomo Martin Rees, de la Universidad de Cambridge, persisten algunas dificultades. Una conocida declaración de Rees es que: «La inflación sería una explicación, si hubiera ocurrido», pero una dificultad adicional que surge de esta proposición es que nadie acierta qué generó un crecimiento inflacionario de ese tipo. Así pues, la inflación resuelve el problema y a la vez plantea otro igualmente difícil.

- Otra «exótica» proposición es la teoría del universo constantemente variable (teoría de Bekenstein, modificada por Barrow, Sandvik y João Magueijo), en la cual se expresa que en el transcurso de la evolución del universo desde el Big Bang hubiera ocurrido una variación[1] de la velocidad de la luz. Considerando la velocidad de la luz variable se resolvería también el problema, pero no parece una respuesta natural, ni aparenta haber una explicación de por qué habría podido suceder tal fenómeno,[2] es decir que se ignora cómo implementar esta hipótesis en la teoría de cuerdas.